# Asura luzonica
Asura luzonica är en fjärilsart som beskrevs av Alfred Ernest Wileman. Asura luzonica ingår i släktet Asura och familjen björnspinnare. Inga underarter finns listade i Catalogue of Life.